# Don't Say Your Love is Killing Me
«Don't Say Your Love Is Killing Me» es el vigésimo quinto disco sencillo publicado del grupo inglés de música electrónica Erasure, lanzado en 1997.

Este sencillo es una canción compuesta por Vince Clarke y Andy Bell.

## Descripción
Don't Say Your Love Is Killing Me fue el segundo sencillo adelanto del álbum Cowboy.

La canción llegó al puesto 23 en el ranking británico y 89 en Alemania. Al no entrar en el top 20 británico, rompió una racha de once años donde había colocado más de 20 temas consecutivos entre los 20 primeros puestos.

## Lista de temas
| Compact Disc (CDMUTE195) / (INT 829.106) 1. «Don't Say Your Love Is Killing Me» 3:47 2. «Heart of Glass» (Live In Oxford) 4:57 3. «Don't Say Your Love Is Killing Me» (Jon Pleased Wimmin Flashback Vox) 6:42 4. «Don't Say Your Love Is Killing Me» (Tall Paul Mix) 7:45 Compact Disc (LCDMUTE195) 1. «Don't Say Your Love Is Killing Me» (Jon Pleased Wimmin Flashback Dub) 6:50 2. «Oh L'Amour» (Matt Darey Mix) 8:54 3. «Oh L'Amour» (Tin Tin Out Mix) 7:44 Compact Disc (Maverick-43914-2) 1. «Don't Say Your Love Is Killing Me» (Versión sencillo) 4:18 2. «Don't Say Your Love Is Killing Me» (RH Factor Vocal Club Mix) 6:33 3. «Don't Say Your Love Is Killing Me» (Jon Pleased Wimmin' Flash Vocal) 6:42 4. «Don't Say Your Love Is Killing Me» (RH Factor Insulin Shock Dub) 9:50 5. «Don't Say Your Love Is Killing Me» (Jon Pleased Wimmin' Flash Dub) 6:50 6. «Don't Say Your Love Is Killing Me» (Tall Paul Mix) 7:45 | 12" Vinilo (12MUTE195) 1. «Don't Say Your Love Is Killing Me» (Tall Paul Mix) 7:45 2. «Oh L'Amour» (Tin Tin Out Mix) 7:44 3. «Don't Say Your Love Is Killing Me» (Jon Pleased Wimmin Flashback Vox) 6:42 4. «Oh L'Amour» (Matt Darey Mix) 8:54 Cassette (CMUTE195) 1. «Don't Say Your Love Is Killing Me» 3:47 2. «Heart of Glass» (Live In Oxford) 4:57 |

## Créditos
Este sencillo cuenta con una versión en vivo de Heart of Glass, un éxito de 1980 de la banda Blondie, escrito por Chris Stein y Deborah Harry.

- Fotografía: Peter Ashworth para Playground Pictures.

## Datos adicionales
Don't Say Your Love is Killing Me tiene una letra ligeramente cambiada en su versión para los sencillos de Estados Unidos con respecto de la versión original.